# Émerson Iser Bem
Émerson Iser Bem (Santo Antônio do Sudoeste, 7 de julho de 1973) é um ex corredor de longas distâncias brasileiro.
Foi vencedor da 73ª Corrida Internacional de São Silvestre, em 1997.

## Carreira
Quando criança, era leiteiro em sua cidade natal e gostava de praticar futebol, onde era goleiro. Após um acidente com um cavalo, onde machucou a mão, passou a praticar corridas e integrou um projeto chamado “frutos da terra”.
Em 1996, venceu em Portugal o Cross das Amendoeiras, uma prova da Federação Internacional de Atletismo.
Em 1997, competiu na Corrida de São Silvestre, tradicional corrida disputada em São Paulo sempre no dia 31 de Dezembro de cada ano, e bateu o então favorito, recordista da prova e bicampeão (que posteriormente tornou-se pentacampeão da prova) Paul Tergat. Essa era apenas sua terceira participação na corrida, sendo que na primeira tinha ficado na 50ª posição e na segunda havia abandonado na metade. A vitória improvável lhe rendeu um carro 0 km, 11 mil dólares e um quilo de ouro, que ele usou para comprar uma casa em Campos do Jordão.
Na primeira prova de 1998, a corrida de San Fernando, realizada no balneário uruguaio de Punta del Este, Iser Bem conseguiu a sexta colocação. O queniano Paul Tergat foi o vencedor.
Na Corrida de São Silvestre de 98, terminou em sexto, atrás do queniano Paul Tergat, do sul-africano Hendrick Ramaala, do queniano Elijah Lagat, do equatoriano Silvio Guerra e do queniano John Gwako.
Em 1999, conseguiu o 3º lugar na meia maratona de Tóquio.
Depois de sofrer algum tempo com uma tendinite nos dois calcâneos, Iser Bem decidiu parar em 2007.
Em 2009 ou 2010, correu na São Silvestre, mas como treinador acompanhando um atleta.
Em 2021, já aposentado, correu a São Silvestre ao lado dos amadores.

### Recorde
Até hoje, Iser Bem é detentor do recorde brasileiro juvenil dos 5.000 metros, com o tempo de 13"59.

## Pessoal
Émerson se graduou em Educação Física e fez especialização na área de fisiologia do exercício.
Hoje Iser Bem vive em Taubaté, interior de São Paulo, e possui uma Assessoria Esportiva que leva seu nome. (www.iserbem.com.br)